# 智利駐香港總領事館
智利共和國駐香港總領事館（西班牙語：Consulado General de la República de Chile en Hong Kong）是智利共和國派駐香港的最高級別外交代表機構，為智利在華開設的4座使領館之一，總領事館的管轄區範圍包括香港及澳門。
總領事館的辦公室位於香港九龍半島九龍灣宏照道39號企業廣場第3期30樓3005室，其轄下部門包括法律和領事處、政治處、新聞處、經濟處、文化處以及行政處，各由一位領事主管其業務。

## 歷史
智利政府于19世纪40年代在英属香港开设了名誉领事馆，其后升格为总领事馆。
2012年9月，智利和香港這兩個在太平洋的經濟體簽署了雙邊自由貿易協議，而該協議只需談判了3輪便達成。這是香港與首個拉丁美洲國家 – 世界最自由的經濟體簽署這項協議，旨在進軍充滿活力的新興市場。在過去2年，香港特別行政區行政長官在香港立法會作施政報告上，把智利確定為可靠的夥伴。
自智利與香港簽署了雙邊自由貿易協議，並在短期內生效後，智利在香港確有很多吸引力之機會，並使香港成為智利食品進入中國內地及其他亞洲城市的重要地。近年，智利是全球食品工業新興的最重要行業相關者之一，並期望在2020年躋身為十大出口地(現智利是第17位)。在2012年，智利食品及飲品出口至世界各地的總金額達137億美元。以上這些成就是要通過由智利的公營和私營企業共同開展和承諾的工作。智利把自己定位於安全，符合國際市場、特別是香港嚴格標準的可靠食品供應商。

## 外部連結
- 智利駐香港總領事館 （页面存档备份，存于）